# Kéréla
Kéréla è un comune rurale del Mali facente parte del circondario di Dioïla, nella regione di Koulikoro.
Il comune è composto da 12 nuclei abitati:
- Dieba Dialakoro
- Diéro
- Dinguékoro
- Djambabougou Cissela
- Folonda
- Gontou
- Kéréla
- Kossa
- Monzomblena
- Nianéguébougou
- Sièro
- Sondo